# Liste der Katholikoi von Kilikien der Armenischen Apostolischen Kirche
Das Katholikat der Armenier wurde im Jahr 1058 von Armenien in den Westen (Kappadokien) und schließlich nach Kilikien verlegt. 1441 wurde auch der vormalige Sitz in Etschmiadsin (Großarmenien) erneuert. Das Katholikat von Kilikien blieb jedoch erhalten und besteht ununterbrochen bis heute. Gegenwärtig ist der Katholikos in Antelias (Libanon) ansässig. Vergleiche auch Liste der Katholikoi der Armenischen Apostolischen Kirche. (Einzelnachweise finden sich in den jeweiligen Personenartikeln.)

## Katholikoi in Kappadokien bzw. Kilikien

### Sivas-Ära 1058–1062, Tavbloor-Ära 1062–1066
- Khachig II. (1058–1065)

### Dzamendav (Zamidia)-Ära 1066–1116
Sitz in Tzamandos (Zamanti)
- Gregor II. Wkajasser („Märtyrerfreund“) (1066–1105)
- Basil (1105–1113)

### Dzovk-Ära 1116–1149,Hromkla-Ära 1149–1293
Von 1113 bis 1895 bestand ein weiteres Katholikat in Aghtamar, siehe Liste der Katholikoi von Aghtamar der Armenischen Apostolischen Kirche.
- Gregor III. Pahlawuni (1113–1166), Amtssitz in der Burg Tzovk' (Grafschaft Edessa) bis 1147, ab dann in der Burg Hromkla
- Nerses IV. Šnorhali („der Gnadenerfüllte“) (1166–1173),
- Gregor IV. Tłay („das Kind“) (1173–1193)
- Gregor V. (1193–1194)
  - Gegenkatholikos Basilius von Ani in Großarmenien (1193 – 1207)
- Gregor VI. Apirat (1194–1203)
- Johannes VI. der Großherzige (1203–1221)
  - Gegenkatholikos David (1207–1211)
- Konstantin I. (1221–1267)
- Jakob I. der Erfahrene (1268–1286)
- Konstantin II. der Wollmacher (1286–1289)
- Stephan IV. Hromklayetsi (1290–1293)

### Sis-Ära ab 1293
- Gregor VII. (1293–1307)
- Konstantin III. (1307–1322)
- Konstantin IV. (1323–1326)
- Jakob II. (1327–1341), † 1359
- Mekhitar (Mxit'ar Krnec'i) (1341–1355)
- Jakob II. (erneut) (1355–1359)
- Mesrob (Mesrop Artazec'i) (1359–1372)
- Konstantin V. (1372–1374)
- Paul I. (1374–1382)
- Theodor II. (1382–1392)
- Garabed (1393–1404)
- Jakob III. (1404–1411)
- Gregor VIII. (1411–1418)
- Paul II. (1418–1430)
- Konstantin VI. (1430–1439)
- Gregor IX. Musabegian (1439–1446)

Während Gregors IX. Amtszeit wurde das Katholikat von Etschmiadsin in Großarmenien neu begründet. Siehe Liste der Katholikoi der Armenischen Apostolischen Kirche.

## Katholikoi von Kilikien

### InSis
- Garabed I. von Tokat (1446–1477)
- Stepanos I. von Saradzor (1475–1483)
- Johannes I. von Antiochia (1483–1488)
- Johannes II. von Tilguran (1489–1525)
- Johannes III. von Kilis (1525–1539)
- Simeon I. von Zeitoun (1539–1545)
- Ghazar I. von Zeitoun (1545–1547)
- Teotoros I. von Sis (1548–1553)
- Khachadour I. Tschorik (1553–1558)
- Khachadour II. oder Chatschick von Zeitoun (1560–1584)
- Azaria I. von Djoulfa (1584–1601)
- Johannes IV. von Aïntab (1601–1621)
  - Bedros I. von Karkar (Koadjutor) (1601–1608)
- Minas I. von Erzeroum (1621–1632)
- Simeon II. von Sivas (1633–1648)
- Nerses I. von Sivas (1648–1654)
- Teotoros II. von Sis (1654–1657)
- Khachadour III. von Sivas (1657–1677)
- Sahak I. (1677–1683)
- Azaria II. (1683–1686)
- Grigor I. von Adana (1686–1695)
- Asdvadzadour I. von Sassun (1695–1703)
- Matteos von Caesarea (1703–1705)
- Johannes V. von Hadjin (1705–1721)
- Grigor II. von Caesarea (1721/2–1729)
- Johannes VI. von Hadjin, Ter-Adam (1729/30–1731)
- Ghougas I. von Sis (1731–1737)
- Michael I. von Sis (1737–1758)
- Gabriel I. von Sis (1758–1770)
- Yeprem I. von Sis (1770–1784)
- Teotoros III. von Sis (1784–1796)
- Giragos I. Achabahian von Sis (1797–1822)
- Yeprem II. (1822–1833)
- Michael II. von Sis (1833–1855)
- Giragos II. (1855–1866)
- Mgrditsch I. Kefsizian (1871–1894)
  - Krikor Aleatdjian (nicht geweiht) 1895

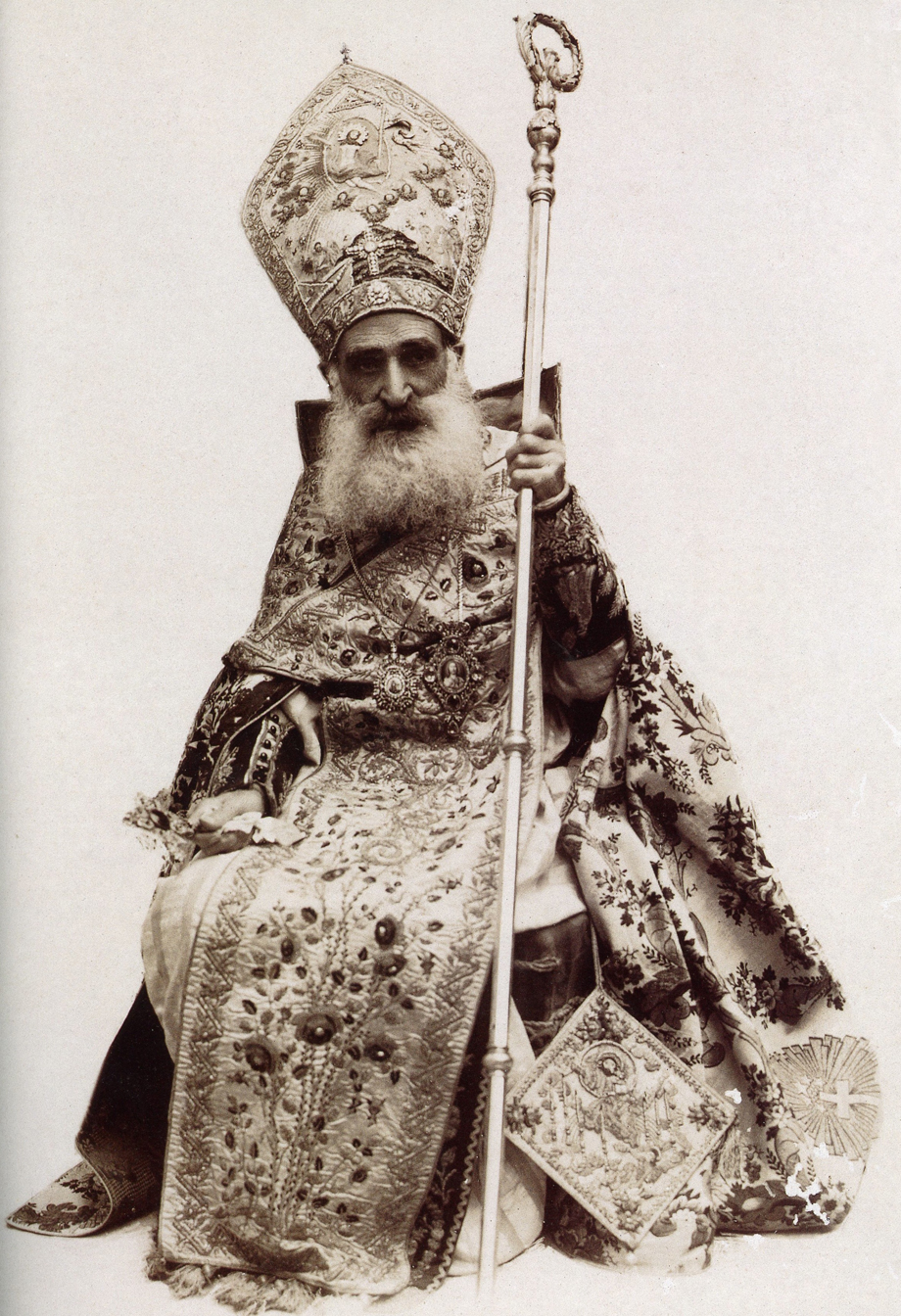
Sahag II. Khabayan

- Sedisvakanz 1894–1902
- Sahag II. Khabayan (1902–1939)

Während Sahags Amtszeit musste das Katholikat 1921 Kilikien verlassen und war zunächst ohne festen Sitz.

### InAntelias(Libanon) ab 1930
- Papken I. Gulesserian (Koadjutor-Katholikos 1931–†1936) mit Katholikos Sahag II. († 1939)
- Bedros IV. (I.) Sarajian (1940), Geboren in Sivrihisar.
- Sedisvakanz 1940–1943 – locum tenens: Chad Atschapahian (1943–45)
- Karekin I. Hovsepian (1943–1952)
- Sedisvakanz – Locum tenens: Chad Atschapahian (1952/53); Khoren Paroyan (1955/56)
- Sareh I. Pajaslian (1956–1963)
- Choren I. Paroyan (1963–1983)
- Karekin II. Sarkissian (1977–1995, bis 1983 Koadjutor-Katholikos); als Karekin I. 1995–†1999 Katholikos von Etschmiadsin
- Aram I. Keshishian (1995–heute)